# Abaqus
 (février 2019).
Si vous disposez d'ouvrages ou d'articles de référence ou si vous connaissez des sites web de qualité traitant du thème abordé ici, merci de compléter l'article en donnant les références utiles à sa vérifiabilité et en les liant à la section « Notes et références ».

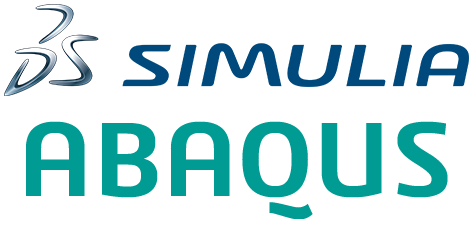
Logo d'ABAQUS

ABAQUS est un progiciel de calcul d'éléments finis développé par ABAQUS, Inc (Dassault Systèmes).
Il se compose de trois produits : ABAQUS/Standard, ABAQUS/Explicit et ABAQUS/CAE. 
- ABAQUS/Standard est un solveur généraliste qui recourt à un schéma traditionnel d'intégration implicite.
- Le solveur ABAQUS/Explicit emploie un schéma d'intégration explicite pour résoudre des problèmes dynamiques ou quasi statiques non linéaires.
- ABAQUS/CAE constitue une interface intégrée de visualisation et de modélisation pour lesdits solveurs.

Chacun de ces produits est complété par des modules additionnels et/ou optionnels, spécifiques à certaines applications.
Les produits ABAQUS, ABAQUS/CAE notamment, sont écrits intégralement avec les langages C++, Fortran pour les parties calcul et Python pour les scripts et les paramétrisations. La gestion de l'interface graphique est assurée par FOX Toolkit.
ABAQUS est très largement utilisé dans les industries automobiles et aéronautiques. En raison du large spectre de ses capacités d'analyse et de sa bonne ergonomie, il est également très populaire dans les milieux universitaires, pour la recherche et l'éducation.
ABAQUS fut d'abord conçu pour analyser les comportements non-linéaires. Il possède en conséquence une vaste gamme de modèles de matériau. Ses modélisations d'élastomères, en particulier, méritent d'être reconnues.
En 2005, ABAQUS, Inc a été acquise par Dassault Systèmes et est devenue SIMULIA.

### Sources
- Tests de Configuration pour la version 6.5